# Couzens Saddle
Der Couzens Saddle ist ein 500 m Gebirgspass in Form eines Bergsattels an der Shackleton-Küste der antarktischen Ross Dependency. Er liegt zwischen den Miscast-Nunatakkern im Westen und dem östlich gelegenen Mount Madison und führt vom Byrd-Gletscher im Norden zur Couzens Bay im Süden.
Das Advisory Committee on Antarctic Names benannte den Sattel im Jahr 2003 in Anlehnung an die Benennung der Couzens Bay. Deren Namensgeber ist Lieutenant Thomas Couzens (1931–1959) von der Royal New Zealand Air Force, der bei einem Sturz in eine Gletscherspalte am Kap Selborne am 19. November 1959 ums Leben kam.